# Wyszków (gromada w powiecie wyszkowskim)
Wyszków – dawna gromada, czyli najmniejsza jednostka podziału terytorialnego Polskiej Rzeczypospolitej Ludowej w latach 1954–1972.
Gromady, z gromadzkimi radami narodowymi (GRN) jako organami władzy najniższego stopnia na wsi, funkcjonowały od reformy reorganizującej administrację wiejską przeprowadzonej jesienią 1954 do momentu ich zniesienia z dniem 1 stycznia 1973, tym samym wypierając organizację gminną w latach 1954–1972.
Gromadę Wyszków siedzibą GRN w mieście Wyszkowie (nie wchodzącym w jej skład) utworzono 31 grudnia 1959 w powiecie wyszkowskim w woj. warszawskim z obszarów zniesionych gromad Rybienko Leśne i Rybienko Nowe.
31 grudnia 1961 z gromady Wyszków wyłączono wsie Latoszek, Rybienko Leśne i Rybienko Łochowskie oraz część obszaru wsi Rybienko o powierzchni około 150 ha, włączając je do miasta Wyszków w tymże powiecie; do gromady Wyszków włączono natomiast wsie Deskurów, Lucynów Duży, Lucynów Mały, Ślubów i Tumanek ze zniesionej gromady Lucynów Mały oraz wieś Natalin ze zniesionej gromady Trzcianka tamże.
1 stycznia 1969 do gromady Wyszków włączono wsie Gulczewo i Kręgi Nowe oraz obszar Rolniczej Spółdzielni Produkcyjnej „Kręgi” ze zniesionej gromady Kręgi w tymże powiecie.
Gromada przetrwała do końca 1972 roku, czyli do kolejnej reformy gminnej. 1 stycznia 1973 w powiecie wyszkowskim reaktywowano zniesioną w 1954 roku (wówczas w powiecie pułtuskim) gminę Wyszków.